# Éric Cayrolle
Pas d'image ? Cliquez ici
Éric Cayrolle, né le 27 août 1962 à Pau, est un pilote automobile français, il est connu dans le monde des sports mécaniques français pour avoir remporté 3 fois de suite le Championnat de France de Supertourisme.
Depuis 2003, il participe à diverses compétitions de Grand Tourisme : Championnat de France FFSA GT, Championnat FIA GT, International GT Open, Blancpain Endurance Series..

## Palmarès
- Championnat de France de Supertourisme
  - Champion en 1996, 1997 et 1998
  - 39 victoires entre 1996 et 2000[1]

- Championnat de France FFSA GT
  - une victoire en 2009 sur le circuit Paul-Ricard au volant d'une Chevrolet Corvette C6R du Selleslagh Racing Team